# Eclissi solare del 20 marzo 2015
L'eclissi solare del 20 marzo 2015, conosciuta anche come eclissi solare dell'equinozio 2015, è un evento astronomico che ha avuto luogo il suddetto giorno dalle 7:40 UTC alle 11:50 UTC, con il massimo intorno alle ore 9:46 UTC.
Questa è la nona eclissi totale del ventunesimo secolo e complessivamente l'undicesimo passaggio dell'ombra della Luna sulla Terra (eclissi totale in questo secolo).
La precedente eclissi solare visibile in Europa fu quella dell'11 agosto 1999, mentre la successiva, quella del 21 agosto 2017, riguardò quasi esclusivamente il continente americano.

## Visibilità della zona d'ombra

Simulazione dell'ombra generata dall'eclissi.

L'eclissi maggiore della durata totale di 2 minuti e 46,9 secondi è stata visibile alle coordinate 64°25'54"N, 6°38'48"W, nel mare del Nord a nord delle isole Fær Øer, alle ore 9:46:47 UTC. Sulla terra ferma è stata visibile altresì nelle isole  Svalbard (Norvegia). L'evento è terminato al Polo nord alle ore 11:50:12, dove il sole era a livello dell'orizzonte dal momento che l'evento è avvenuto nel giorno dell'equinozio di primavera.
L'ombra parziale è invece stata visibile in tutta Europa, oltre che nell'Africa occidentale e del nord, in Medioriente, in Russia e Kazakistan.

### Osservazione nelle principali città
| Città           | Inizio      | Massimo       | Magnitudo | Fine          |
| --------------- | ----------- | ------------- | --------- | ------------- |
| Murmansk        | 09:14/12:14 | 10:18/13:18   | 0,87      | 11:22/14:22   |
| Reykjavík       | 08:37/08:37 | 09:37/09:37   | 0,97      | 10:39/10:39   |
| Dublino         | 08:24/08:24 | 09:28/09:28   | 0,92      | 10:36/10:36   |
| Londra          | 08:25/08:25 | 09:31/09:31   | 0,84      | 10:41/10:41   |
| Oslo            | 08:47/09:47 | 09:53/10:53   | 0,89      | 11:02/12:02   |
| Stoccolma       | 08:52/09:52 | 10:00/11:00   | 0,82      | 11:08/12:08   |
| Copenaghen      | 08:42/09:42 | 09:50/10:50   | 0,81      | 11:00/12:00   |
| Nar'jan-Mar     | 09:29/12:29 | 10:32/13:32   | 0,78      | 11:34/14:34   |
| Arcangelo       | 09:18/12:18 | 10:24/13:24   | 0,79      | 11:29/14:29   |
| Berlino         | 08:38/09:38 | 09:47/10:47   | 0,74      | 10:58/11:58   |
| Madrid          | 08:05/09:05 | 09:08/10:08   | 0,67      | 10:18/11:18   |
| Parigi          | 08:22/09:22 | 09:29/10:29   | 0,78      | 10:40/11:40   |
| Helsinki        | 09:00/11:00 | 10:07/12:07   | 0,78      | 11:16/13:16   |
| Istanbul        | 08:52/10:52 | 09:57/11:57   | 0,32      | 11:02/13:02   |
| Kiev            | 08:59/10:59 | 10:08/12:08   | 0,52      | 11:16/13:16   |
| Mosca           | 09:12/12:12 | 10:20/13:20   | 0,65      | 11:26/14:26   |
| San Pietroburgo | 09:00/11:00 | 10:13/13:13   | 0,78      | 11:21/14:21   |
| Tripoli         | 08:16/10:16 | 09:18/11:18   | 0,33      | 10:24/12:24   |
| Astana          | 10:08/16:08 | 10:58/16:58   | 0,22      | 11:45/17:45   |
| Gerusalemme     | 09:16/11:16 | 09:58/11:58   | 0,06      | 10:38/12:38   |
| Ulan Bator      | 10:44/18:44 | 11:15*/19:15* | 0,17      | 11:44*/19:44* |
| Nouakchott      | 07:42/07:42 | 08:25/08:25   | 0,20      | 09:11/09:11   |
| Ekaterinburg    | 09:45/14:45 | 10:45/15:45   | 0,42      | 11:42/16:42   |
| Vilnius         | 08:55/10:55 | 10:04/12:04   | 0,67      | 11:14/13:14   |
| Perm'           | 09:38/14:38 | 10:40/15:40   | 0,58      | 11:40/16:40   |

### L'eclissi in Italia
In Italia il sole è stato oscurato dal 67% al 39%, a seconda della latitudine di osservazione.

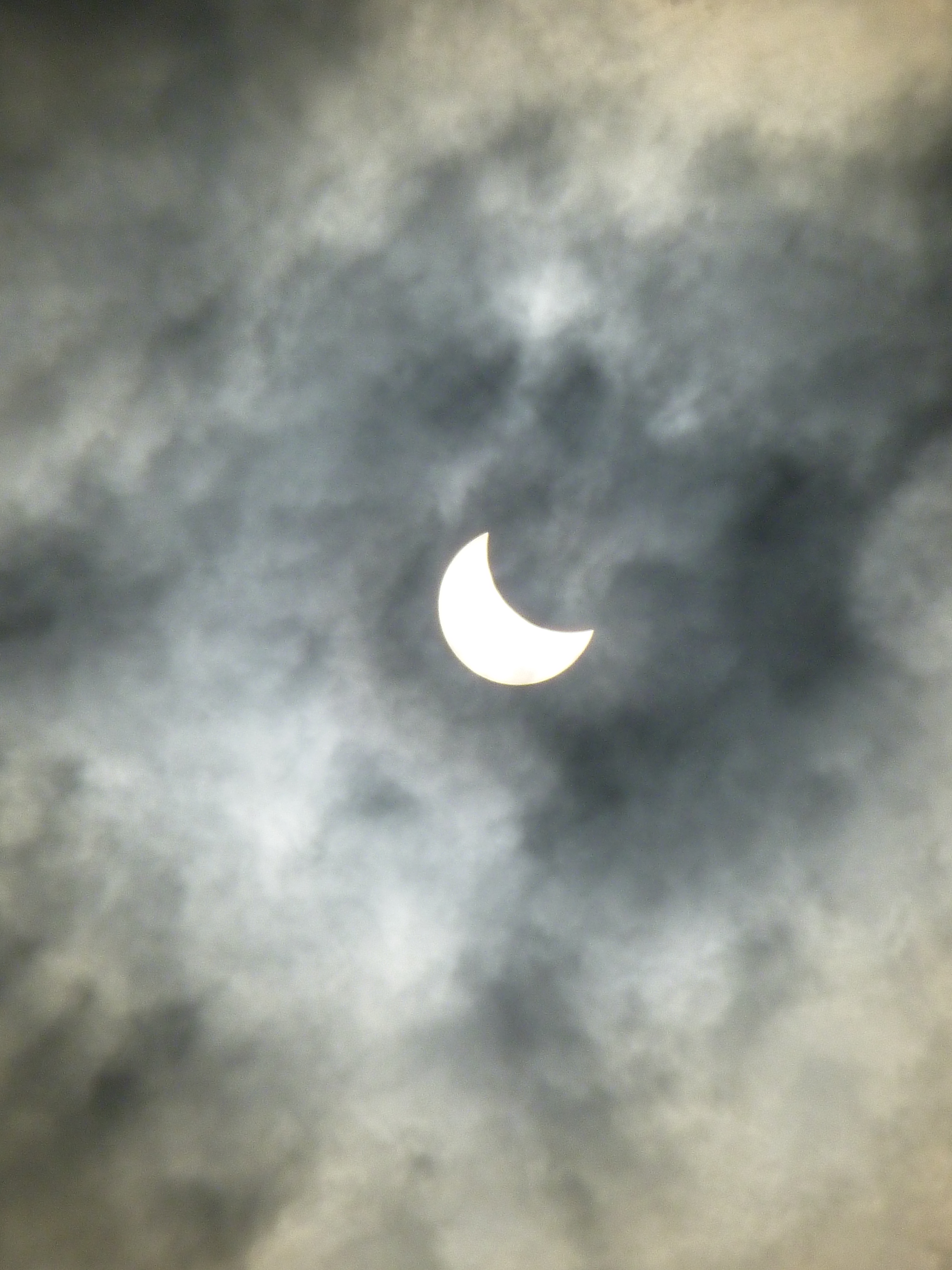
Fotografia dell'eclissi eseguita a Venezia

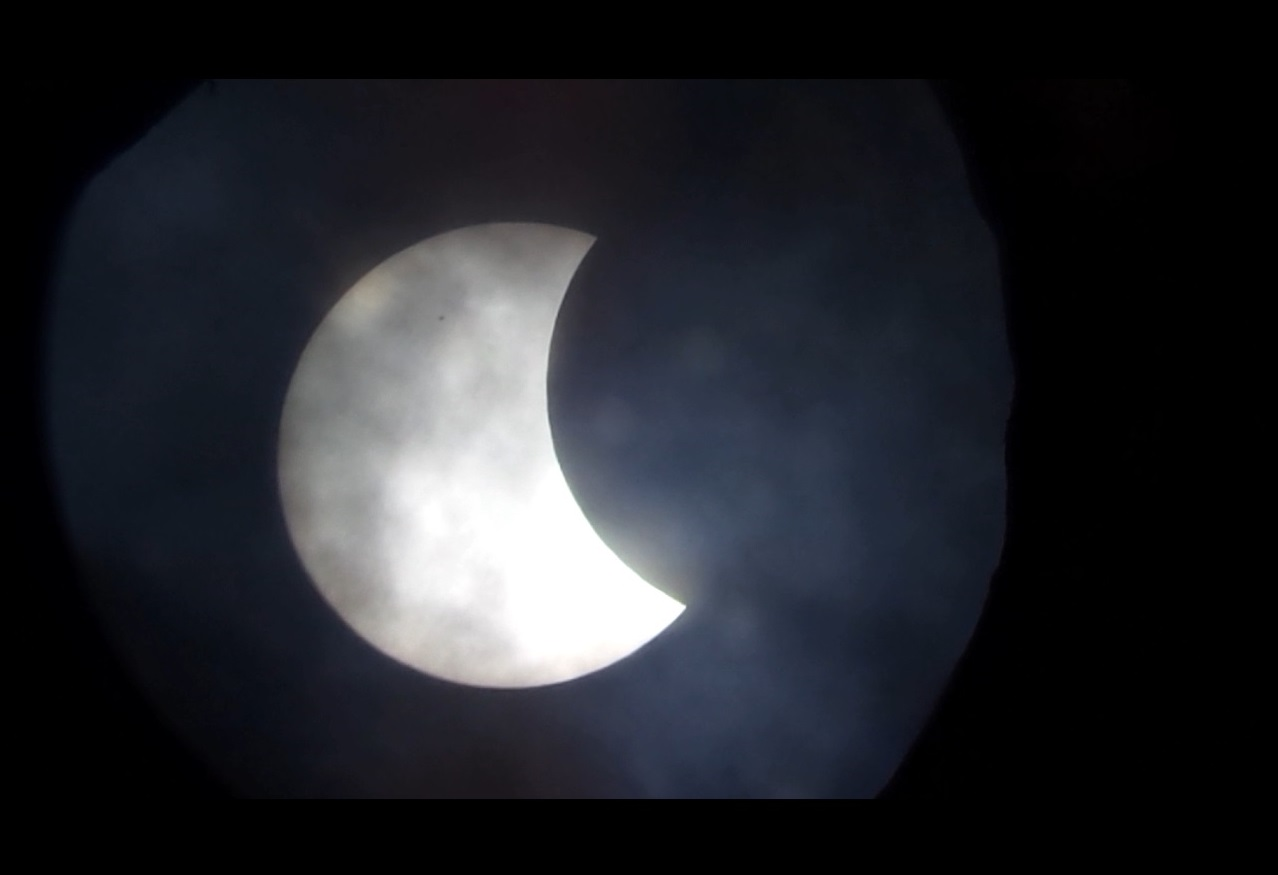
L’eclissi osservata da Spinea

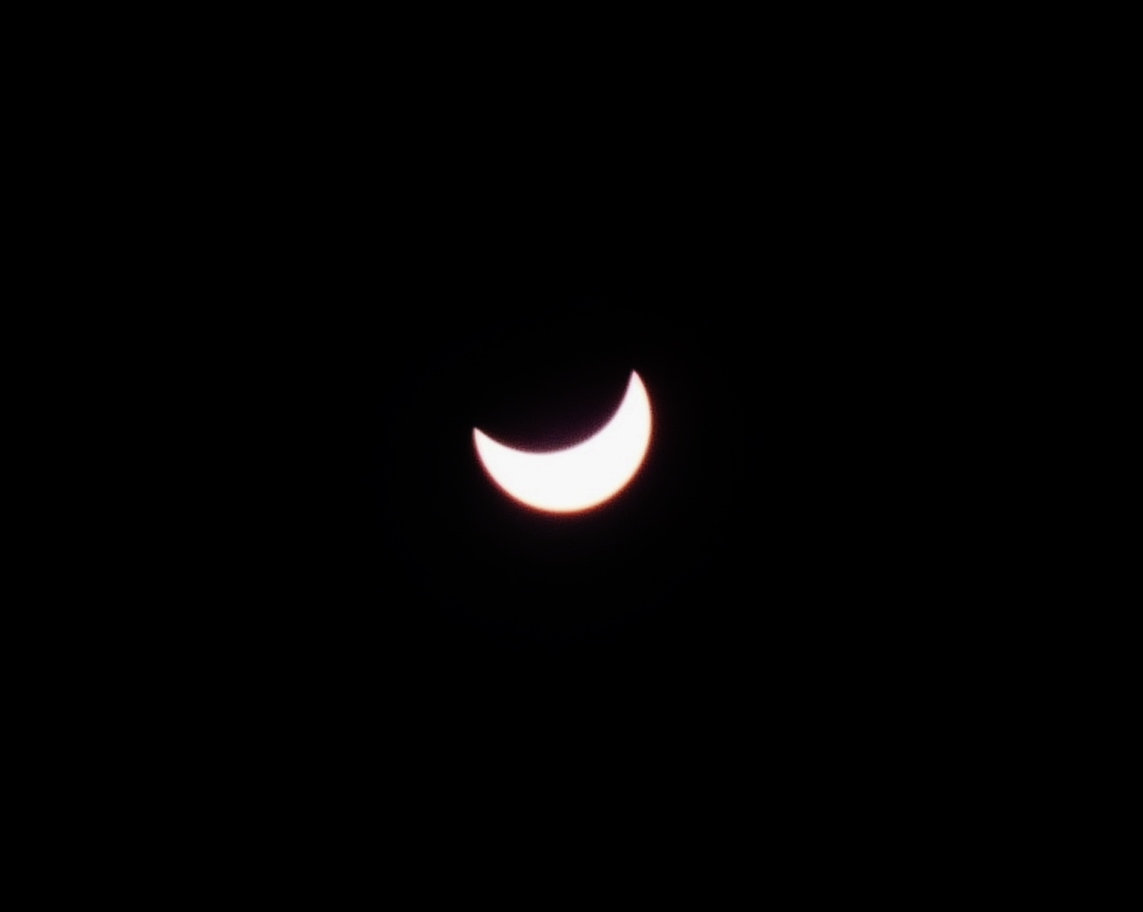
Eclissi solare 20 marzo 2015 - Modena

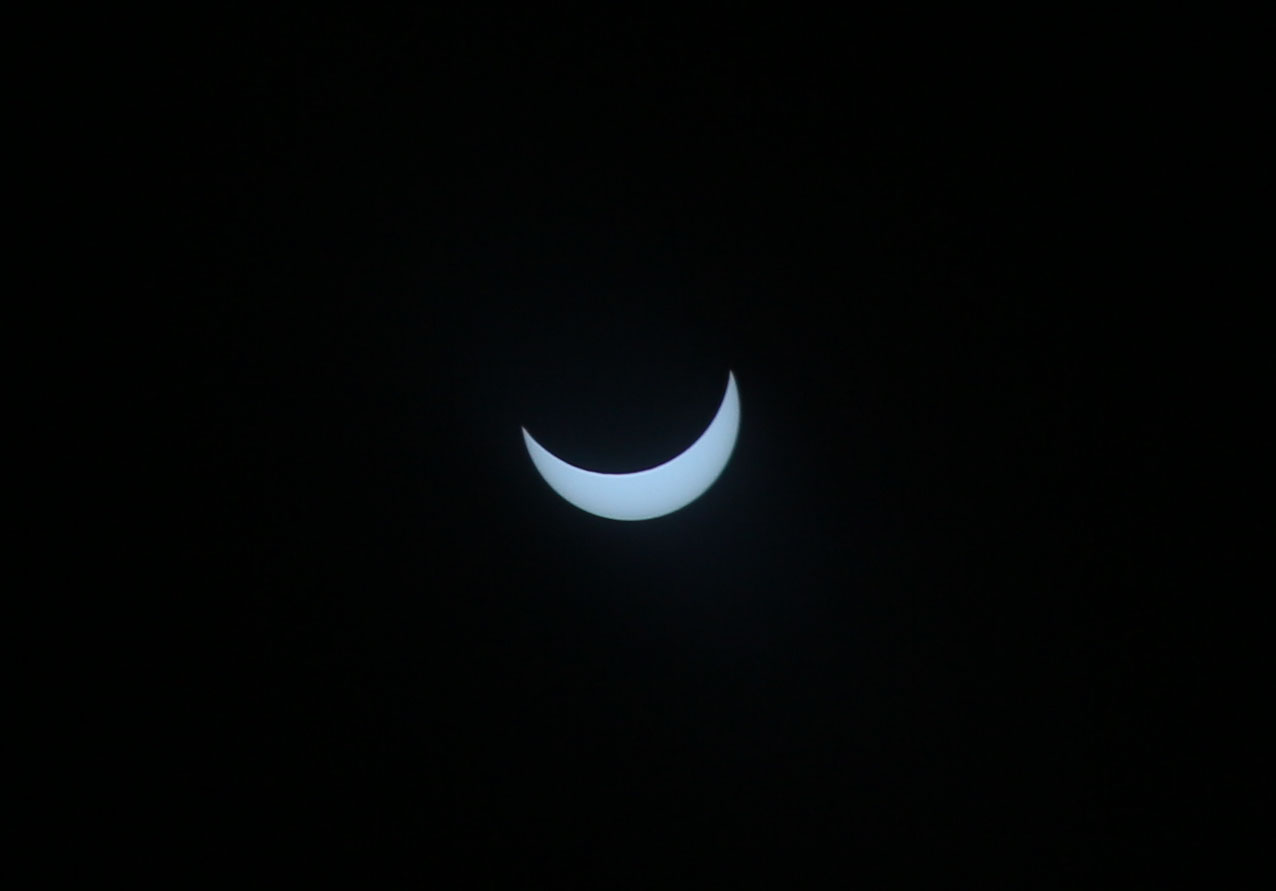
Foto scattata a Halle (Saale) in Germania

| Città           | Inizio (UTC+1) | Massimo (UTC+1) | Oscuramento | Fine (UTC+1) |
| --------------- | -------------- | --------------- | ----------- | ------------ |
| Aosta           | 9:22:32        | 10:30:11        | 67,32%      | 11:41:58     |
| Torino          | 9:21:59        | 10:29:36        | 65,62%      | 11:41:24     |
| Genova          | 9:22:28        | 10:30:12        | 62,99%      | 11:42:01     |
| Milano          | 9:24:13        | 10:32:09        | 64,88%      | 11:44:03     |
| Venezia         | 9:28:02        | 10:36:25        | 61,44%      | 11:48:17     |
| Trento          | 9:27:19        | 10:35:38        | 64,09%      | 11:47:33     |
| Trieste         | 9:30:05        | 10:38:37        | 60,35%      | 11:50:26     |
| Bologna         | 9:25:30        | 10:33:35        | 60,59%      | 11:45:26     |
| Firenze         | 9:24:27        | 10:32:22        | 59,15%      | 11:44:08     |
| Ancona          | 9:27:13        | 10:35:19        | 56,31%      | 11:46:56     |
| Perugia         | 9:25:05        | 10:32:57        | 56,50%      | 11:44:35     |
| Pescara         | 9:26:50        | 10:34:38        | 53,01%      | 11:45:56     |
| Roma            | 9:23:45        | 10:31:16        | 53,76%      | 11:42:38     |
| Napoli          | 9:25:06        | 10:32:18        | 49,40%      | 11:43:09     |
| Campobasso      | 9:26:27        | 10:33:57        | 50,51%      | 11:44:57     |
| Bari            | 9:29:24        | 10:36:40        | 46,93%      | 11:47:07     |
| Potenza         | 9:27:13        | 10:34:19        | 47,12%      | 11:44:48     |
| Reggio Calabria | 9:24:30        | 10:30:14        | 41,62%      | 11:39:33     |
| Palermo         | 9:47           | 10:26:41        | 44,36%      | 11:36:30     |
| Cagliari        | 9:16:06        | 10:22:15        | 51,65%      | 11:32:58     |

## Effetti

### Maree

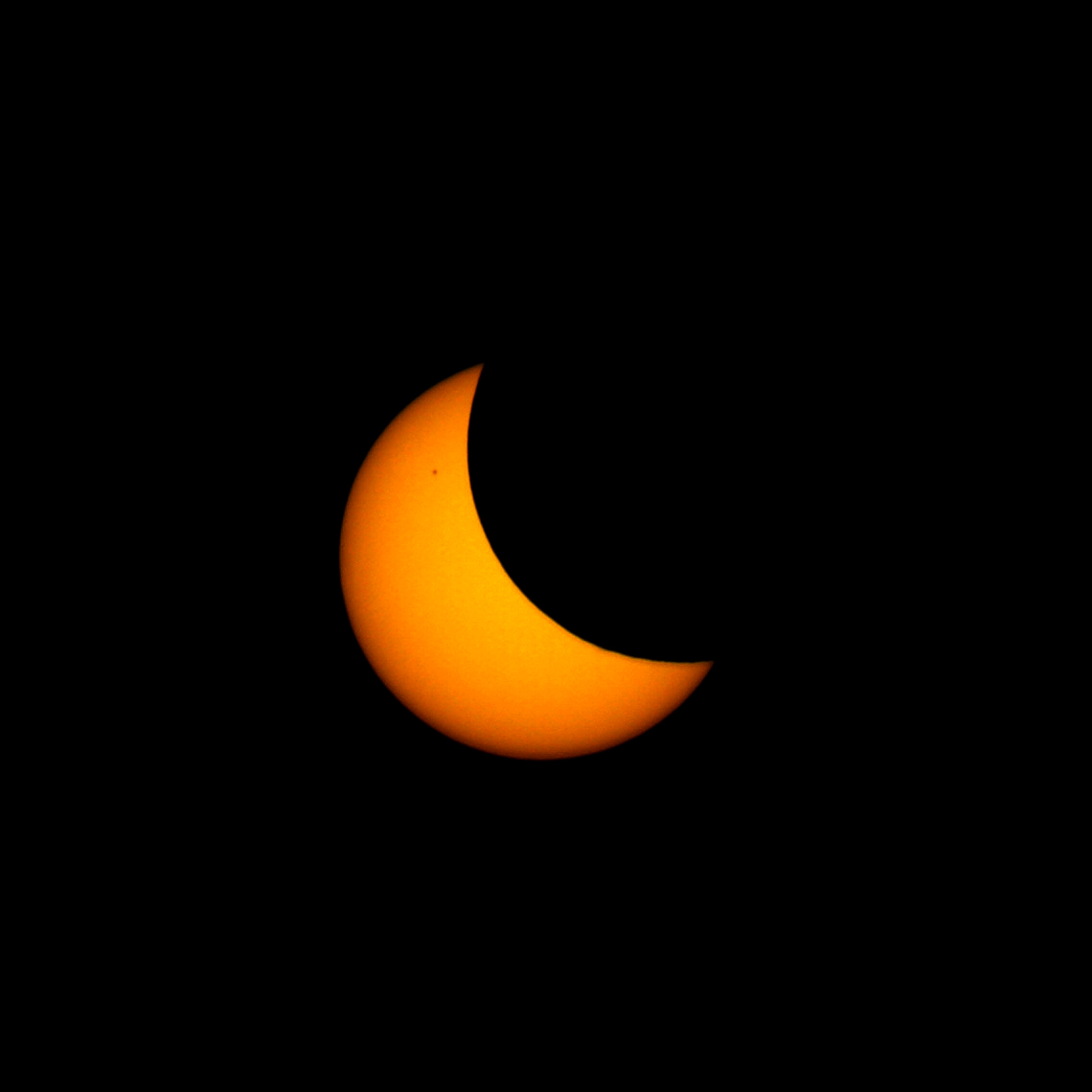
L'eclisse in Germania

L'allineamento di Sole-Luna-Terra ha determinato quella che è stata battezzata "marea del secolo". In Francia vi è stato un valore di 119 su una scala massima di 120: presso il Mont Saint-Michel il mare ha raggiunto i 14 metri d'altezza qualche ora dopo il massimo dell'eclissi. A Venezia la marea ha raggiunto i 75 cm (circa 20-25 centimetri in più della media). Successivamente all'eccezionale alta marea, si è verificata anche un'equivalente bassa marea estrema.

### Produzione di energia elettrica
Secondo stime precedenti l'evento, la produzione di energia solare nell'Unione europea (pari a circa 90 GW, 10,5% del totale) potrebbe essere diminuita temporaneamente fino a 34 GW in caso di cielo sereno. Questa è stata la prima volta che un'eclissi ha avuto un impatto significativo sul sistema di produzione elettrica solare in Europa (nella precedente eclisse totale del 1999 i pannelli solari producevano solo lo 0,1% dell'energia elettrica), tanto che il settore elettrico ha adottato misure volte a mitigarne l'impatto. La potenza gradiente (variazione di potenza) potrà essere di −400 MW/minuto e +700 MW/minuto.
In Italia, la società elettrica Terna ha attivato la procedura per la riduzione della generazione distribuita in condizioni di emergenza del sistema elettrico nazionale, imponendo l'ordine di riduzione a zero della produzione degli impianti fotovoltaici di potenza superiore a 100 kW.
Paesi Bassi, Belgio e Danimarca potranno essere oscurati all'80%, mentre in Italia la luce è stata oscurata circa dal 40% al 70%.
Si è stimato che la temperatura possa essere diminuita di 3 °C e l'energia eolica può dunque diminuire nel caso che i venti siano ridotti di 0,7 m/s. Per tale motivo, la società Terna ha imposto anche l'interruzione della produzione di energia eolica in Italia.